# 黑 (黑之契约者)
黑（日语：／ Hēi），是由冈村天斋于2007年制作的日本动画《黑之契约者》中的主要角色。

## 角色简介
黑的本名不详，“黑”只是他在组织的行动代号，他被公安称作“BK–201”，201这一灵感来源于冈村所住公寓的门牌号。他在剧中是一名“契约者”（即拥有超能力但使用时须支付某种代价的特殊群体），黑的能力是随意控制电流。黑在东京为一个名为Syndicate的组织工作，因其武艺超凡而获得了“黑色死神”的称号。黑还出现在该系列的续作《DARKER THAN BLACK -流星之双子-》中，作为年轻的俄罗斯少女苏芳·米哈伊洛芙娜·帕夫利琴科的导师，负责保护和教授她防身的技能。黑还出现在原创动画OVA《黑之契约者：外传》中，外传承接了第一季的剧情，讲述他与银一起逃离组织后流亡到海外的故事。

## 角色设计

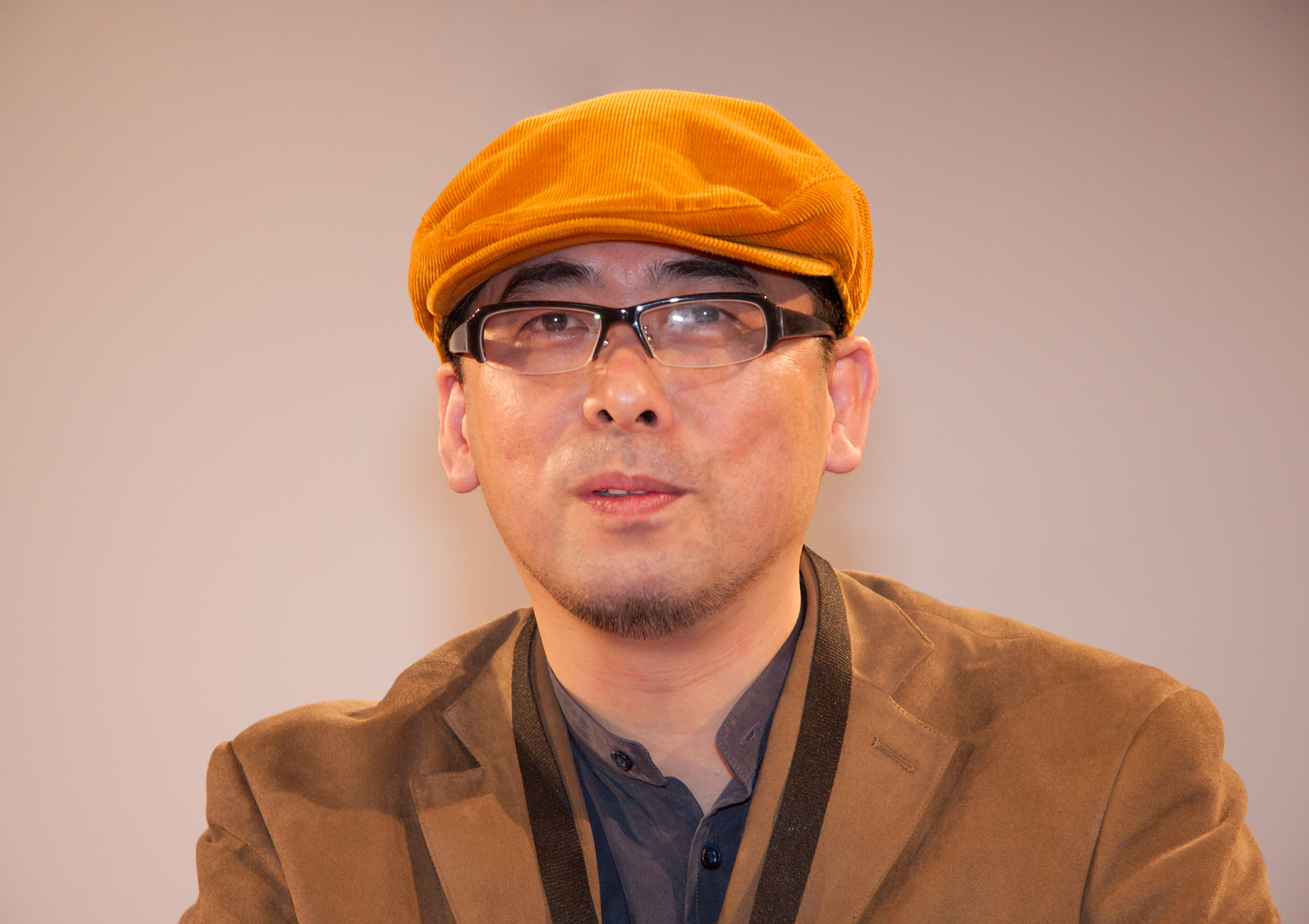
创作了《黑之契约者》系列的冈村天斋

黑的角色是由動畫导演冈村天斋所创作，他运用了间谍、忍者和双重人格等多种元素，将黑的日常生活与他腥风血雨的间谍工作相融合，给观众以强烈的反差感。冈村和设计师岩原裕二在构思黑的人物设定方面经历了诸多的困难，因此岗村最后对黑在男女观众粉丝中间的受欢迎程度感到惊讶。
黑这一角色在动画版中，分别由木内秀信 (日语) 与杰森·李布雷希特 (英语) 负责配音。木内在配音时说，黑是一名职业杀手，按照组织的命令，并以契约者的身份执行任务，而他平日则伪装成住在一间不起眼的公寓里的中国留学生李舜生。木内也说过，虽然黑是一个温暖的人，但他同样有一个冷酷的外表，因此这激发了该角色的两个人格；因此当他开始为角色配音时，过程中面临着许多困境，譬如他在以契约者的身份活动时是否应该表现出更多的情感。木内在事后回想起来声称黑是他职业生涯中最喜欢的角色之一。

## 评价反响
黑这一角色出现在许多关于动漫角色的人气调查中，并被普遍认为是2000年代日本最好的男性动画角色之一。社会评价的反应主要是积极的，评论家尤其称赞了他复杂的双重人格；黑在该系列的第一季开始时被认为过于神秘和冷漠，但很快随着故事的进展他也更多地呈现出对他人的关心和谅解。他在OVA外传中的表现以及他与银的互动受到了广泛的热议，但他在第二季“流星之双子篇”展现的阴郁性格、以及他与苏芳之间的糟糕关系却也引起了一些批评。黑的性格转变在剧集的最后几集中有深入体现，在探寻妹妹“白”命运真相的过程中，他与银和琥珀的互动获得了粉丝的好评。